# Lázaro Blanco Fuentes
Lázaro Blanco Fuentes (Ciudad Juárez, 1 de abril de  1938 - México, 4 de mayo de 2011) fue un fotógrafo mexicano.
Entre 1958 y 1963 realizó estudios de Física en la Universidad Nacional Autónoma de México y posteriormente de Arquitectura en 1979. Su interés por la fotografía le hizo entrar en 1966 en el "Club Fotográfico de México" y al crearse el Consejo Mexicano de Fotografía en 1976 fue miembro fundador y su primer vicepresidente.
En 1968 participó en la organización de los Juegos Olímpicos, dónde se decidió a dedicarse a la fotografía por lo que se compró una Leicaflex; con sus fotografías obtuvo un premio (National Newspaper Snapshot Award) ese mismo año. A partir de 1971 comenzó a impartir conferencias y realizar cursos. Su actividad como docente le ocupa gran parte de su vida y desde 1969 estuvo impartiendo talleres fotográficos en la "Casa del Lago" de la UNAM. También colaboró con diversas revistas y realizó exposiciones con su trabajo, pero asimismo como comisario de otras exposiciones fotográficas como "Fotografía como fotografía 1951-80" en 1983. Su última exposición en vida fue "Temporarios".
A lo largo de su vida recibió numerosos reconocimientos como la Medalla al Mérito Fotográfico, otorgada por la Fototeca Nacional en 2008. Falleció el 4 de mayo de 2011 como consecuencia de un cáncer.